# Fun in Acapulco
Fun in Acapulco (bra: O Seresteiro de Acapulco; prt: Amor em Acapulco) é um filme estadunidense estrelado por Elvis Presley e Ursula Andress em 1963. Apesar da história do filme acontecer em território mexicano, Elvis não gravou nenhuma cena no referido país, todas as cenas foram gravadas em estúdios.
Ursula Andress tinha tornado-se uma ano antes famosa mundialmente, por ter sido a primeira "bond girl" no filme de James Bond, denominado Dr. No.

## Sinopse
Mike Windgren, após perder o irmão num acidente durante uma apresentação de trapézio num circo, vai para Acapulco, no México, onde trabalha por um tempo em um iate de um homem rico. Até que um grupo de mariachis e um garoto engraxate o descobrem como cantor no bar El Torito's. Quando Mike perde seu emprego no Iate, é o garoto engraxate, chamado Raoul Almedo, quem o indica para trabalhar em um hotel de luxo em dupla função: de dia, como salva-vidas cobrindo a siesta do mergulhador e salva-vidas oficial do hotel, Moreno, e a noite como crooner de um grupo de mariachis.
Nesse ínterim, Mike se vê envolvido por uma toureira, Dolores Gómez, e uma assistente social do hotel, Marguerita Dauphin, esta também namorada do mergulhador Moreno. Um dia, Moreno descobre o porquê de Mike Windgren não conseguir saltar do trampolim mais alto, e o chama de covarde. Para provar que não é covarde, e ao mesmo tempo superar seu medo de altura causado pelo acidente, Mike salta do alto de um penhasco rochoso, conhecido como "La Perla".

## Elenco
- Elvis Presley...Mike Windgren
- Ursula Andress...Marguerita Dauphin
- Elsa Cárdenas...Dolores Gomez
- Paul Lukas......Maximillian Dauphin
- Larry Domasin... Raoul Almeido
- Alejandro Rey.....Moreno

## Avaliações
- 4/5 ou 8/10